# Jaromír Weinberger
Jaromír Weinberger (Praga, 8 de gener de 1896 - 8 d'agost de 1967) fou un compositor txec.
Ve fer els seus estudis musicals a Praga, on el seu primer mestre important va ser Jaroslav Křička; una mica més tard, va estudiar amb Václav Talich i Rudolf Karel; va seguir els seus estudis i en acabar-los marxà a América on passà molt anys de la seva vida treballant als Estats Units. Des de 1922 fins a 1926 fou professor del Conservatori d'Ithaca (Nova York). Aquest últim any retornà al seu país i s'establí a Praga. És autor de diverses obres simfòniques, de música de cambra i de les populars òperes còmiques Švanda dudák i Kocourkov, representades també en diverses escenes estrangeres. La majoria de les seves obres foren publicades per la Universal Edition, de Nova York.